# 효소태후

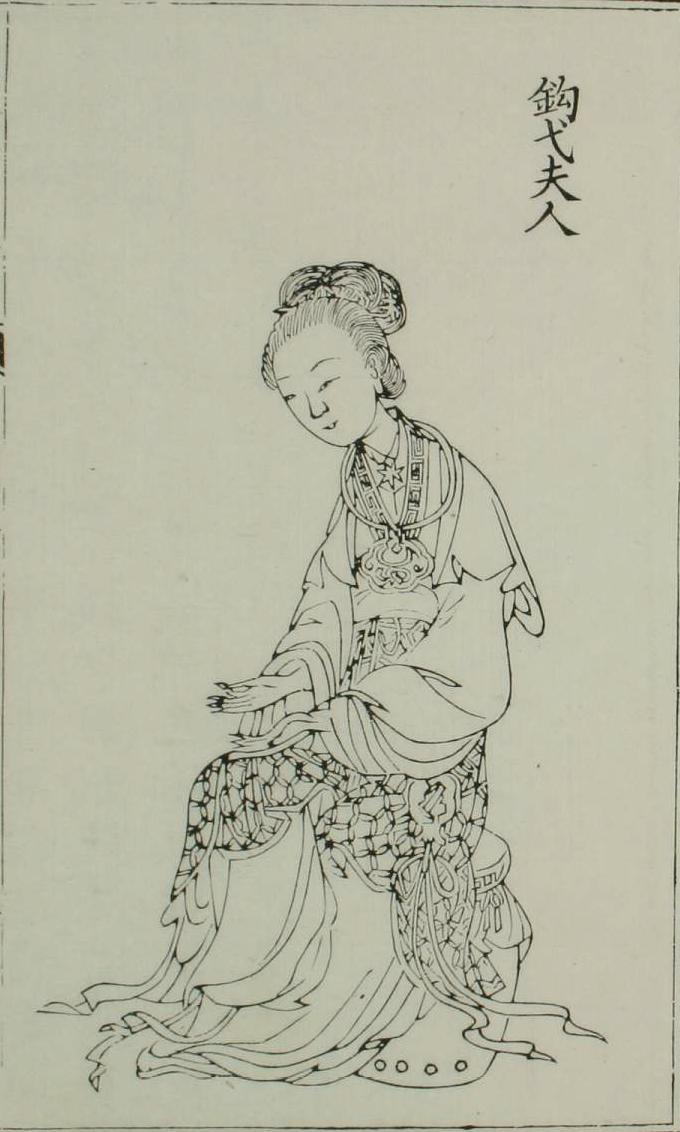

효소태후 조씨(孝昭太后 趙氏, ? ~ 기원전 87년) 또는 효소조태후(孝昭趙太后)는 무제의 후궁이며 소제의 생모이다. 궁호는 구익부인(鉤弋夫人), 생전의 관직은 첩여(婕妤)로 조첩여(趙婕妤)라고도 한다.

## 생애
젊어서부터 깨끗함과 청정함을 좋아했으며, 소녀 시절 6년 동안 병으로 앓아 누운 뒤 오른쪽 손이 오그라들었다고 한다. 음식도 조금밖에 먹지 않았다. 무제의 눈에 들어 입궁하였고 그의 총애를 받아 임신 14개월 만에 아들 전한 소제를 그에게 안겨주었다. 전설에는 24개월 만에 출산했다고도 전한다.
아들을 출산하면서 무제는 조첩여를 더욱 총애하였다. 비록 그는 이전에 이미 10명의 자녀가 있고, 황위계승자로 지목된 태자도 일찍 정하였지만 여태자와 관계가 소원해지면서 창읍애왕 등 다른 자녀를 계승자로 낙점하고 있었다.
한무제는 늙어서 자식을 얻은데다가 구익부인의 뱃속에서 14개월 또는 24개월 만에 나온 아들이라 각별히 산후조리를 보살폈다. 아들의 출생을 기념하여 특별 조회를 연 한무제는 예전의 요(堯)임금의 어머니가 꼭 14개월, 또는 24개월간 회임하였다가 낳았다는 고사를 말하며 학사들에게 명하여 구익부인의 산방(産房)에 "요모문(堯母門)"이라는 글을 짓게 했다.

## 사망
기원전 87년 구익부인은 역모의 주모자로 고변되었고 한무제는 구익부인에게 자결을 명한다.
기원전 88년 장성한 아들인 창읍애왕마저 죽자, 무제 구익부인 조씨 소생 유불릉을 자신의 후계자로 결정하고 황태자로 세웠다. 그러나 여태후일족의 세도 폐해를 알던 한무제는 어린 아들 뒤에 젊은 어미가 있으면 외척의 발호와 폐단이 있을 것이라고 하여 구익부인을 역모로 몰아 살해하였다.
아들 유불릉을 태자로 올리자마자 유불릉의 생모인 구익부인을 죽이니 대신들은 그 이유를 몰라서 혼란스러웠다. 어떤 사람이 한무제에게 아들을 태자로 세우는데 왜 그 모친을 죽이는지 물어봤더니, 한무제는 '국가에 혼란이 발생하는 것은 황제들이 무능하거나 어린 것이 원인인데, 불릉의 어미는 젊고 힘이 넘친다. 이렇게 되면 내가 죽은 뒤 여자는 교만하고 자긍심이 커져 태후라는 이름으로 음란한 일을 마음대로 저지르니 누가 제어하겠는가? 아무도 제어할 수 없게된다. 너희는 여태후의 독재와 일족의 폐해를 모르느냐'며 신하들을 책망하였다.
무제는 조첩여가 자결한 뒤에 복권시켜 주었다. 아들 소제가 황위에 오른 뒤에는 태후로 추증, 아들인 소제의 시호를 따 효소태후(孝昭太后)로 불린다.

## 같이 보기
- 무제
- 소제